# أقتى عنقودية
أقتى أو أقتى عنقودية أو قاتل البق (الاسم العلمي: Actaea racemosa)، نبات مُعْشَوْشِب معمر من فصيلة الحوذان يعلو حتى 150 سم. ساقه هشة
مُزَوَّاة. أوراقه مُركبة ثُنائية-ثلاثية الأجزاء، الساقية منها تنتهي بُورَيْقَة ثُلاثية التفصيص. الأزهار بيضاء. البتلات من واحدة إلى ثمانية. نبات
نموذجيّ من أمريكا الشمالية.

## المركبات
في النبتة الكاملة سمسيفوجين (Cimicfugine) خصائصه يُعدَّل تجاوب الجهاز العصبي (مع تأثير هابط على التنفس الدورة الدموية)،
مُضاد للتنشنج الوعائي والربو.
يُستعمل في الولادة والوضع، طنين الأذن، ارتفاع ضغط الدم، التقلصات العضلية التي تشتد وتتفاقم بسبب الحيض. مُستخلص
النبتة الكاملة المائع.